# Эйнштейн на пляже
«Эйнште́йн на пля́же» (англ. Einstein on the Beach) — опера американского композитора Филипа Гласса, одно из наиболее известных произведений музыкального минимализма. Написана весной — осенью 1975 года. Впервые исполнена 25 июля 1976 года на Авиньонском фестивале в постановке режиссёра Роберта Уилсона, участвовавшего также в создании либретто.
Это первое произведение Гласса для оперной сцены — и самое продолжительное: опера идёт без антрактов и длится около 5 часов, в связи с чем зрителям во время спектакля разрешается тихо входить и уходить когда вздумается.

## Содержание
«Эйнштейн на пляже» — абстрактное представление, не имеющее связного сюжета. Действие первой сцены происходит возле поезда; второй — в зале суда; третья — массовый танцевальный номер «в поле» (пустая сценическая площадка без декораций). Затем та же последовательность повторяется в следующих трёх сценах: поезд, суд, танец.
Текст, произносимый и пропеваемый персонажами, носит отвлечённый характер. В опере звучат слоги сольфеджио, последовательности чисел, абсурдные монологи, большая часть которых была написана подростком-аутистом Кристофером Ноулзом, игравшем и в постановке оперы. Актёр Сэмюэл М. Джонсон, исполнявший на премьере роли пожилого судьи и водителя автобуса, и хореограф Лусинда Чайлдс внесли вклад в либретто, сочинив тексты монологов, которые читают их персонажи.
Заглавный герой, Эйнштейн, не поёт и не говорит в опере ни слова. Авторы использовали известное увлечение Альберта Эйнштейна игрой на скрипке и поручили его роль скрипачу.

## Музыка
Музыка оперы была написана для исполнения небольшим инструментальным «Ансамблем Филипа Гласса», состоявшем из двух синтезаторов (электроорганов), деревянных духовых (три исполнителя, меняющих инструменты) и скрипки (на сцене).
Кроме них, используются хор из 16 человек и солистка-сопрано. Имеются также разговорные роли (две женщины, мужчина, ребёнок).

## Структура
«Эйнштейн на пляже» состоит из пролога и четырёх актов, перемежающихся интермедиями — музыкальными связками, которые Уилсон назвал Knee Plays, то есть «сочленениями» оперы (от англ. knee — «коленный сустав»):
- Пролог (электроорган соло)
- Сочленение № 1 (электроорган, смешанный хор)
- Акт I
  - Сцена 1: «Поезд» (флейта-пикколо, саксофон-сопрано, саксофон-тенор, вокальные соло — сопрано и контральто, смешанный хор, два электрооргана)
  - Сцена 2: «Суд»
    - Выход (три флейты, женский хор, электроорган)
    - Монолог «Mr. Bojangles» (скрипка соло, две флейты, бас-кларнет, смешанный хор, два электрооргана)
    - Монолог «Paris» / «All Men Are Equal»[3] (электроорган соло)
- Сочленение № 2 (скрипка соло)
- Акт II
  - Сцена 1: Танец № 1 (флейта-пикколо, саксофон-сопрано, саксофон-альт, вокальные соло — сопрано и контральто, два электрооргана)
  - Сцена 2: «Ночной поезд» (вокальные соло — сопрано и тенор, две флейты, бас-кларнет, смешанный хор, электроорган)
- Сочленение № 3 (смешанный хор а капелла)
- Акт III
  - Сцена 1: «Суд / Тюрьма»
    - Монолог «Prematurely Air-Conditioned Supermarket» (смешанный хор, электроорган)
    - Ансамбль (три флейты, два электрооргана)
    - Монолог «I Feel the Earth Move» (саксофон-сопрано, бас-кларнет)

  - Сцена 2: Танец № 2 (скрипка соло, вокальное соло — сопрано, смешанный хор, электроорган)
- Сочленение № 4 (скрипка соло, мужской хор)
- Акт IV
  - Сцена 1: «Здание» (два электрооргана, свободные импровизации деревянных духовых и хора, саксофон-тенор соло)
  - Сцена 2: «Ложе»
    - Каденция (электроорган соло)
    - Прелюдия (электроорган соло)
    - Ария (вокальное соло — сопрано, электроорган)

  - Сцена 3: «Звездолёт» (флейта, саксофон-тенор, бас-кларнет, скрипка соло, вокальное соло — сопрано, смешанный хор, два электрооргана)
- Сочленение № 5 (скрипка соло, женский хор, электроорган)